# Cappadoce (thème)
Pour l’article homonyme, voir Cappadoce.

Les thèmes byzantins vers 842.

Le thème de Cappadoce (en grec θέμα Καππαδοκίας) est un thème de l'Empire byzantin comprenant la partie méridionale de la région du même nom. Établi au début du IXe siècle, il subsiste jusqu'à la fin du XIe siècle.

## Localisation
Le thème comprend la majeure partie de la province romaine de Cappadoce Seconde et des portions de celle de Cappadoce Première (provinces du Bas-Empire romain). Au début du Xe siècle, il est bordé au nord-ouest par le thème des Bucellaires, approximativement le long de la ligne reliant le lac Salé à Mokissos, au nord et par-delà l'Halys et Césarée par celui des Arméniaques puis de Charsianon, au sud par le Taurus, la frontière avec le Caliphat et la zone frontalière de Cilicie, et à l'est par celui des Anatoliques, de la région d'Héraclée Cybistre au lac Salé,,.

## Histoire

Les thèmes byzantins en Asie Mineure vers 950.

Située directement au nord des Portes de Cilicie, la route d'invasion majeure des Arabes vers l'Asie mineure, la région de la Cappadoce a grandement souffert de leurs raids répétés, du sac régulier de ses villes et forteresses, et de la dévastation et du dépeuplement de ses campagnes,. Les villes de Tyane, Héraclée Cybistre et Faustinopolis sont rasées par les Arabes au début du IXe siècle, et bien que Cybistre ait été reconstruite, la population des deux autres villes s'est réfugiée respectivement dans les forteresses de Niğde et de Loulon.
À l'origine, le futur thème est une tourma du thème des Anatoliques. Pour contrer la menace arabe, il en est détaché et devient une marche frontière (kleisoura), puis un thème à part entière ; ce thème est attesté pour la première fois en 830,,. Selon les géographes arabes Ibn Khordadbeh et Ibn al-Faqih, il est sérieusement fortifié, avec plus de vingt villes et forteresses, et doté d'une garnison de 4 000 hommes au IXe siècle,,. Il comprend en outre pas moins de trois aplekta, des camps de ralliement des armées thématiques en campagne, à Koloneia, Césarée et Bathys Ryax. Son strategos, dont le siège est probablement situé à Koron (et peut-être à Tyane plus tard), reçoit un salaire annuel de 20 livres d'or et occupe le rang de protospatharios, voire de patrikios pour quelques-uns d'entre eux,.
Les raids arabes restent fréquents au IXe siècle, et Loulon, l'une des principales forteresses gardant la sortie nord des Portes de Cilicie, est occupée de 833 à 879. Mais à partir de la victoire byzantine lors de la bataille de Poson en 863, et de la destruction de l'État paulicien à Téphrikè en 878, la sécurité s'améliore considérablement, bien que la région reste la cible de raids arabes ; en 897, l'un d'entre eux pille même la capitale thématique, Koron.
Sous Léon VI le Sage, une partie orientale de son territoire, le bandon de Nysse, qui comprend Césarée, et la tourma de Kase sont octroyés au thème de Charsianon. En retour, le thème de Cappadoce s'étend vers le nord-ouest à la région du lac Salé en recevant des territoires des thèmes des Anatoliques et des Bucellaires (les sept banda de la nouvelle tourma de Kommata),,.
La prise de Mélitène en 934 et les conquêtes de Jean Kourkouas éloignent toute menace immédiate sur le thème. Au Xe siècle, la région, désertée, est repeuplée d'Arméniens et de Syriaques. La Cappadoce dans son ensemble devient un centre majeur pour l'aristocratie militaire cappadocienne — en particulier les Phocas et les Maleïnos — dont les vastes possessions, la fortune et le prestige militaire posent un sérieux défi au gouvernement impérial et mènent à une succession de révoltes dans la seconde moitié du Xe siècle. Leur puissance n'est brisée que lors de la confiscation de leurs terres sous Basile II.
Le peuplement arménien se poursuit à grande échelle dans la première moitié du XIe siècle, alors que les premières incursions seldjoukides se produisent vers 1050 et s'intensifient pendant les deux décennies suivantes. Après la bataille de Manzikert en 1071, la majeure partie de la Cappadoce passe aux mains des Seldjoukides. Un « toparches de Cappadoce et de Choma » est toutefois encore attesté en 1081 : selon Alexander Kazhdan, il est impossible de déterminer si la souveraineté byzantine se maintient sur la partie occidentale de la Cappadoce ou s'il s'agit simplement de la survivance du titre.

## Personnalités liées au thème de Cappadoce
- Eustathios Boïlas, protospathaire et hypatos, qui rédige son testament en 1059, originaire du thème de Cappadoce.